# Broskvová válka

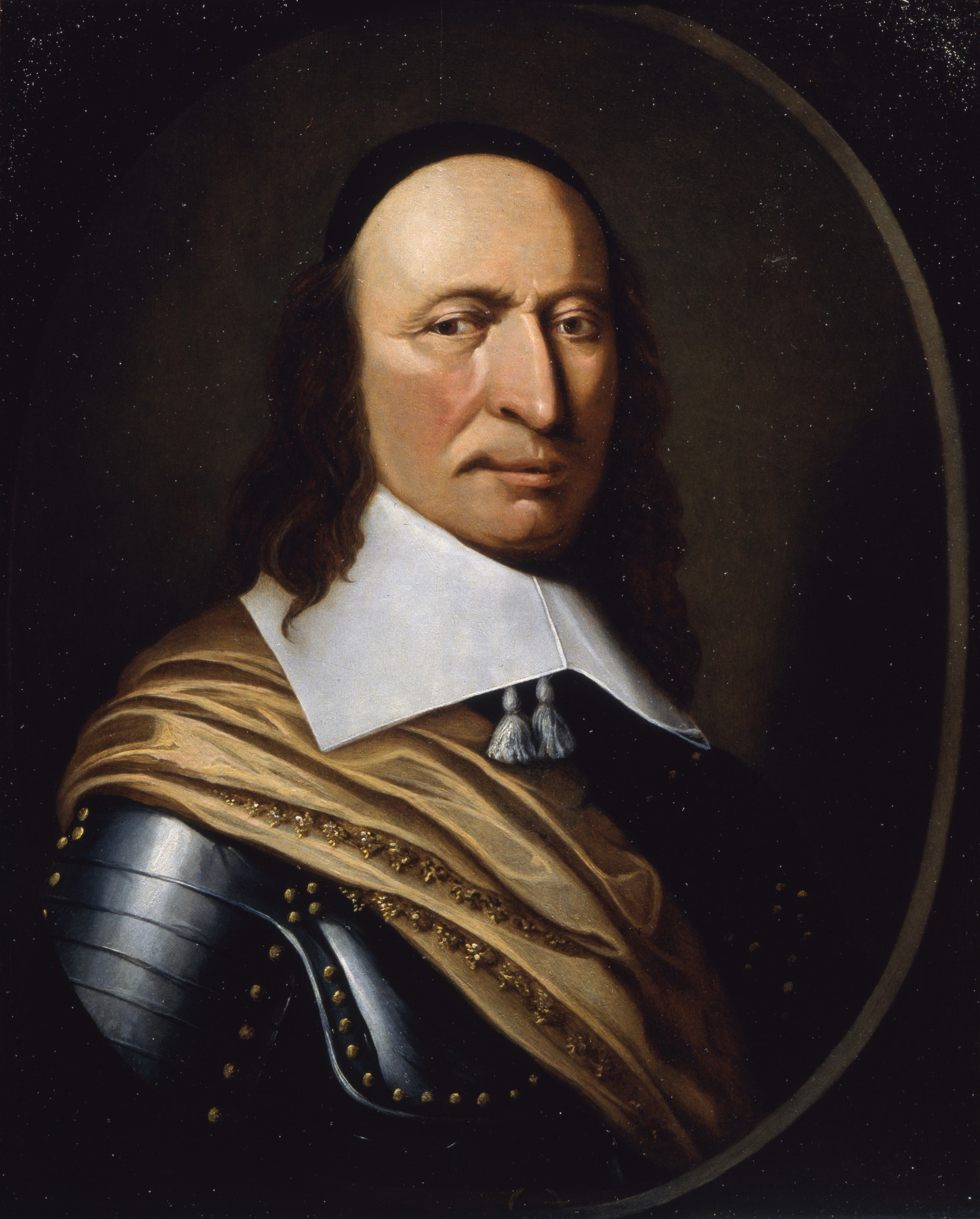
Guvernér Nového Nizozemí Peter Stuyvesant, v úřadu 1647–1664

Broskvová (či broskvoňová) válka byla válka mezi nizozemskými osadníky na dolním toku Hudsonu a Long Islandu (Nové Nizozemí) a okolními algonkinskými Indiány, k níž došlo v roce 1655 a doznívala v letech následujících.

## Nizozemci a Indiáni

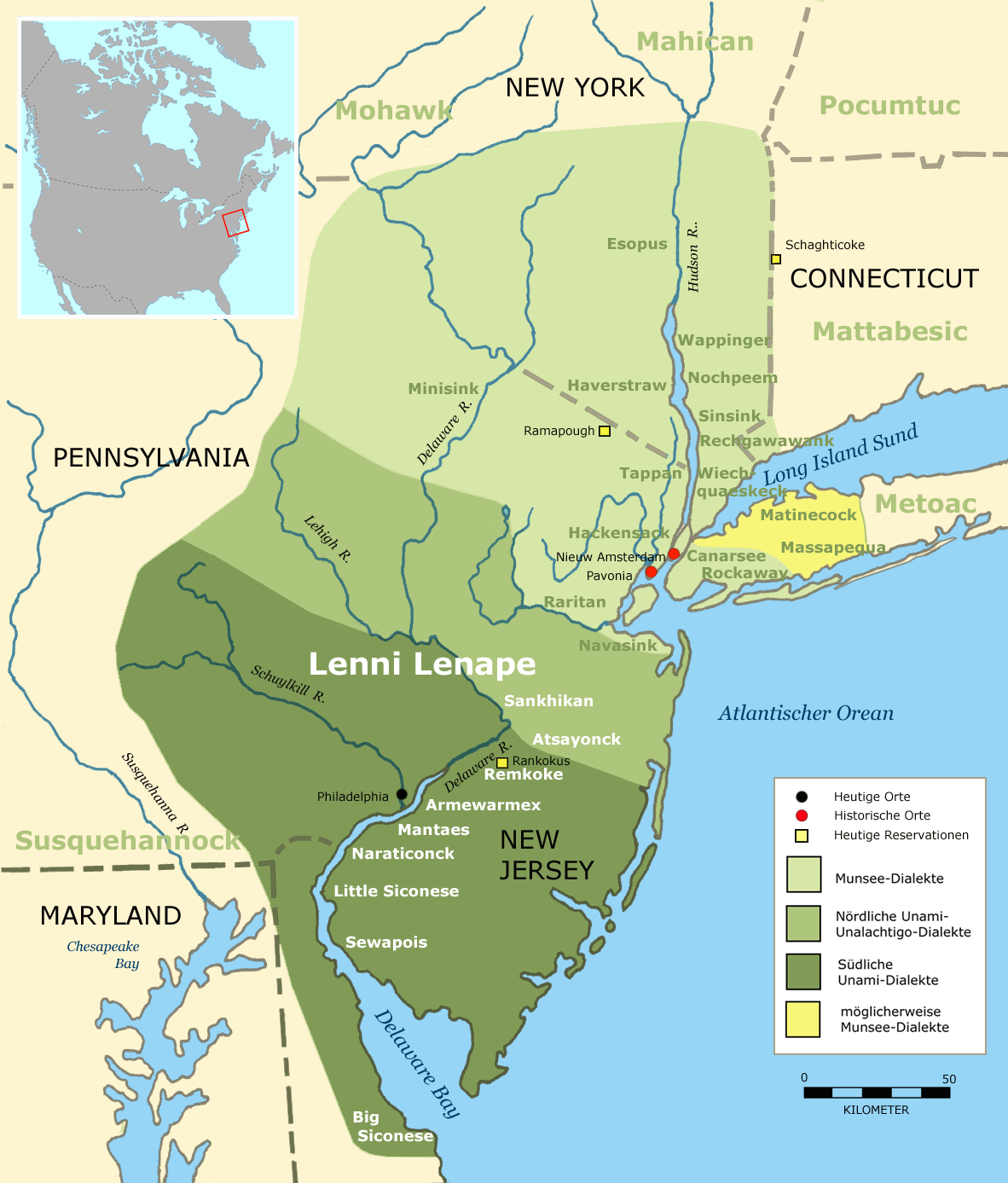
Indiánské kmeny, „podkmeny“ a skupiny v oblasti Nového Nizozemí a Nového Švédska v 17. století

Nizozemci se do oblasti severovýchodu Severní Ameriky dostali na začátku 17. století (Henry Hudson) a prakticky záhy navázali kontakt s Indiány. Jejich vztahy se zprvu odehrávaly na obchodní bázi, ale ve 20. letech 17. století začali Nizozemci kolonizovat oblast dolního toku řeky Hudson a založili kolonii Nové Nizozemí. Hlavním městem se stal Nový Amsterdam. Vztahy s domorodci byly zprvu dobré. Nizozemci se snažili o striktně neutrální postoj v konfliktech mezi jednotlivými indiánskými kmeny a zaměřovali se na obchod s kožešinami, za něž domorodcům nabízeli evropské oblečení, látky, ozdoby, zbraně, nástroje, alkohol a wampumy. Nizozemci se zde dostávali do kontaktu s Indiány mnoha různých kmenů či spíše skupin a komunit. Na severu se jednalo o Mohawky, Mohykány (Mahican), Oneidy a Onondagy. Na středním toku řeky Hudson šlo o skupiny zvané Esopové (Esopus) a Catskillové, na jihu pak o skupinu kmenů občas nazývanou jako Munsee: Wappingery, Raritany, Hackensacky, Wecquaesgeeky, Rockawaye aj. Jak kolonizace postupovala, vztahy s Indiány se začaly zhoršovat a to především na jihu kolonie. V severní části (oblast dnešního města Albany) udržovali Nizozemci s Irokézi velmi dobré vztahy prakticky po celou dobu kolonizace. Na začátku 40. let 17. století se situace na dolním toku Hudsonu vyhrotila natolik, že vypukl otevřený konflikt, který se obvykle nazývá Kieftova válka, podle tehdejšího guvernéra kolonie. Válka byla velmi krvavá a skončila v roce 1645 nepřesvědčivým vítězstvím nizozemských kolonistů, kterým pomohli i Angličané.

## Problémy vzájemného soužití

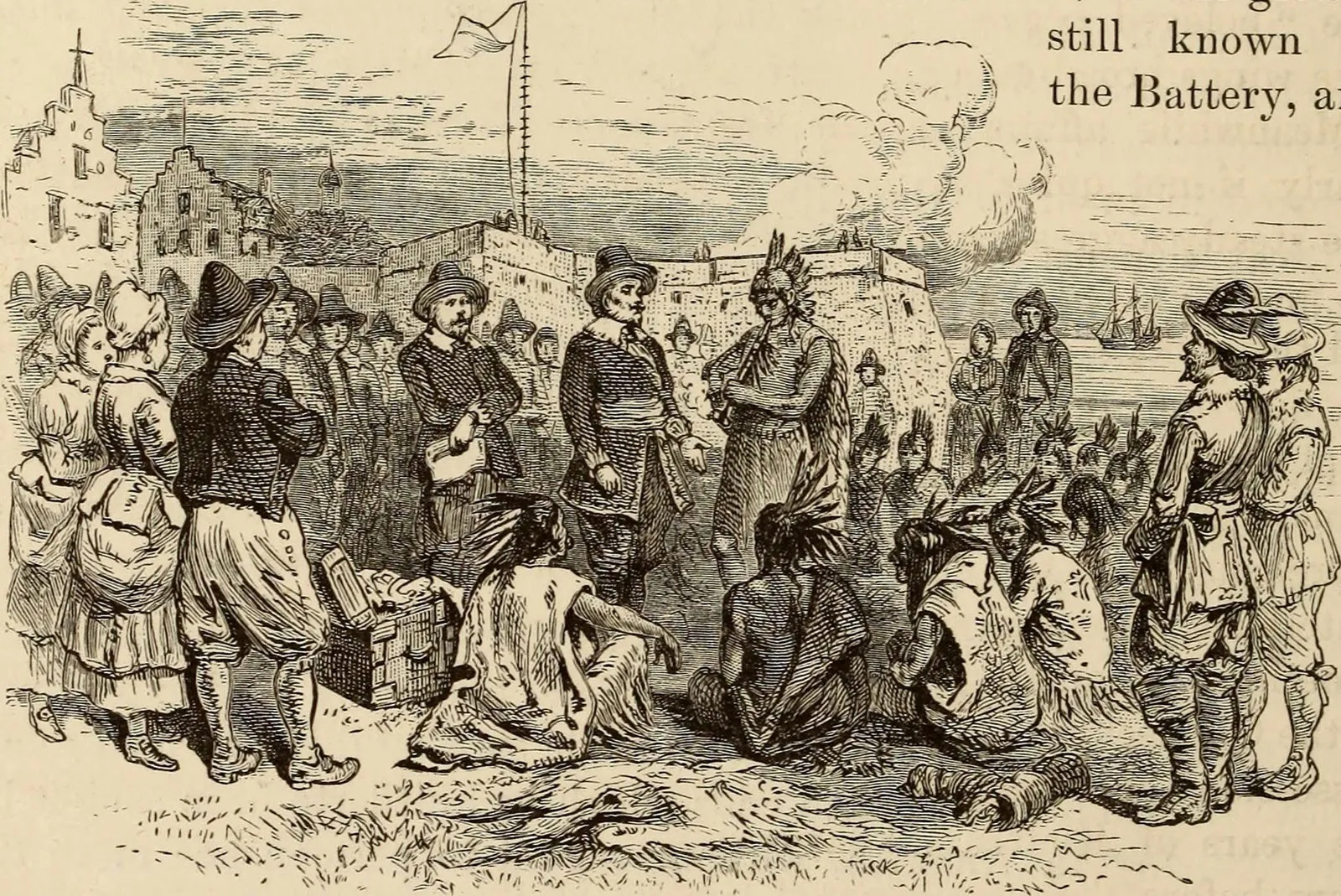
Mírové setkání Nizozemců a Indiánů

Dalších deset let trval ve vztazích kolonistů a Indiánů mír, ale napětí bylo zřejmé. Indiáni často napadali dobytek kolonistů a došlo i k mnoha vraždám. Například v roce 1652 zavraždili Indiáni jen na Manhattanu 4 nizozemské osadníky, za což guvernér Peter Stuyvesant marně požadoval satisfakci od místních domorodců. Velkými problémy vzájemného soužití se stalo získávání půdy a prodej alkoholu. Indiáni postupně zjišťovali, že prodávají své území osadníkům hluboko pod cenou a požadovali náhradu. Nizozemci se to snažili řešit tím, že zakazovali volný prodej a veškeré transakce se měly odehrávat jen se souhlasem úřadů. Staré křivdy se tím však nezhojily. Úřady se rovněž snažily regulovat prodej alkoholu Indiánům. Pro Indiány se alkohol stal jedním z nejžádanějších evropských artiklů a problém jeho prodeje řešily prakticky všechny kolonie v Severní Americe. Alkoholem posilnění domorodci vyvolávali časté půtky, rvačky a často se dopouštěli i vražd jak na svých soukmenovcích, tak na kolonistech. Ačkoli úřady prodej alkoholu Indiánům pod vysokou pokutou zakázaly, poptávka ze strany konzumentů byla tak vysoká, že černý obchod jen kvetl a incidenty se množily.

## Příčiny války
Koncem léta roku 1655 zabil osadník Hendrick van Dyck indiánskou ženu, která ukradla v jeho sadu na Manhattanu broskev. Příbuzní ženy se chtěli pomstít, zformovali odvetnou výpravu a při hledání viníka se dostali do konfliktu s ostatními osadníky. To bylo údajnou příčinou války, která se díky tomu nazývá broskvová. Ve skutečnosti to velmi pravděpodobně bylo jinak. Existují dvě teorie, proč k válce došlo. První verze uvádí, že některé místní kmeny byly spojenci a hlavně obchodními partnery Švédů (kolonie Nové Švédsko), proti nimž guvernér Stuyvesant právě vedl výpravu. Indiáni využili nepřítomnosti koloniálního vojska a napadli oslabené osady. Druhá verze, které věřil samotný Stuyvesant, tvrdí, že Indiáni se vylodili u Nového Amsterodamu za účelem válečné výpravy proti kmenům na Long Islandu. Vystrašení osadníci však začali na domorodce pálit a následná šarvátka se změnila ve válku.

## Válka

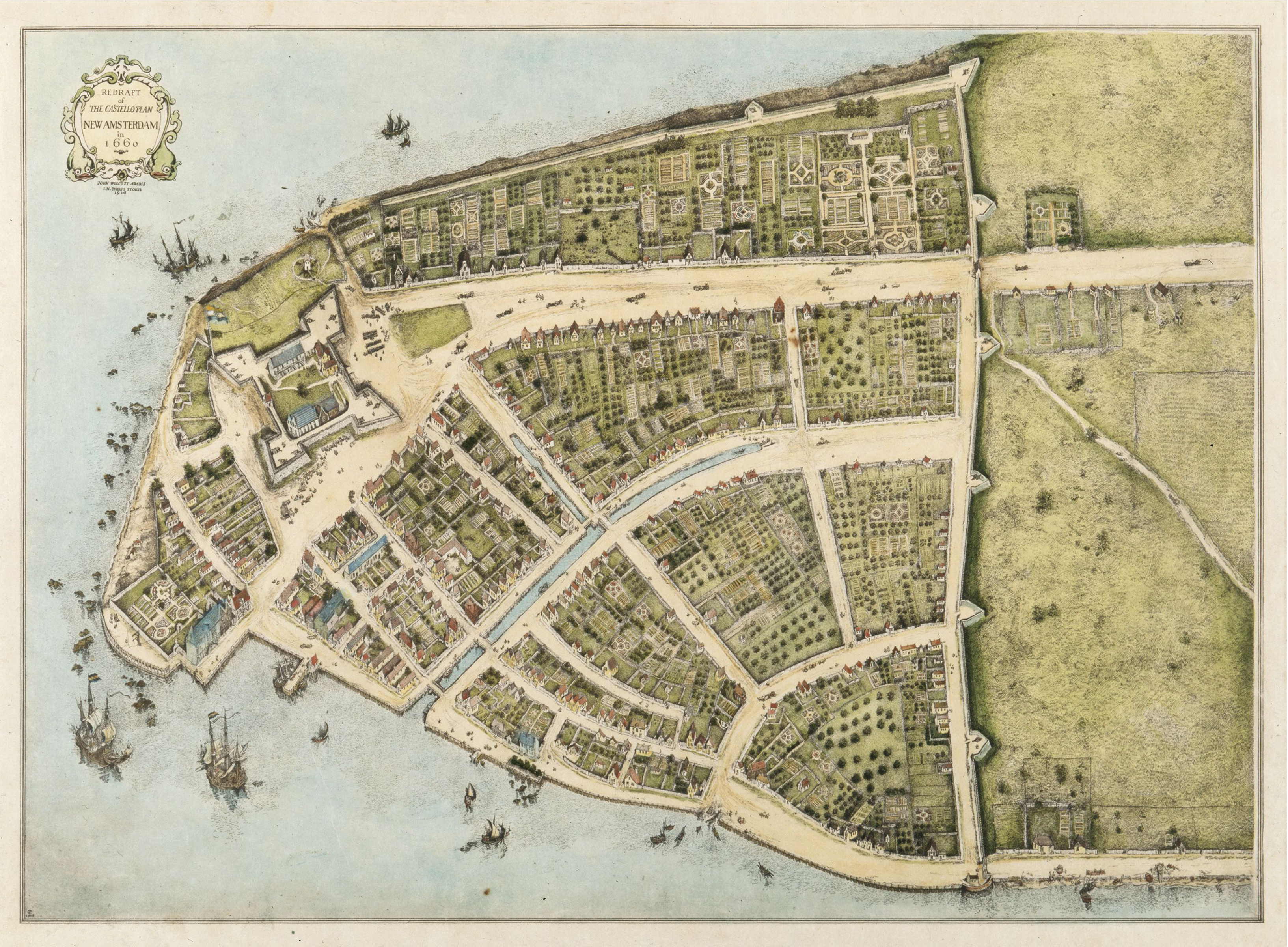
Nový Amsterodam krátce po válce

Každopádně před úsvitem 15. září 1655 napadlo více než 500 indiánských válečníků hlavní město Nového Nizozemí Nový Amsterodam. Během následujících několika dní zaútočili i na další osady v Pavonii a Staten Islandu. Výsledkem bylo nejméně 50 mrtvých kolonistů, dalších asi 100 bylo zajato a uneseno a 200 přišlo o veškerý svůj majetek. Indiáni navíc pobili mnoho stovek kusů dobytka. Útočníky byli domorodci z kmenů Esopus, Wappinger, Hackensack aj. Kolonisté okamžitě povolali zpět Stuyvesanta a vojáky. Prakticky záhy došlo k vyjednávání. Nizozemci se snažili získat zpět zajatce. V říjnu 1655 byla část zajatců vyměněna za střelný prach a olovo, část si Indiáni odvedli na své území. Válka poté vyzněla do ztracena. Ani jedna ze stran nepodnikla žádné ofenzívní akce. Došlo k uzavření několika smluv. Většina zbývajících zajatců byla propuštěna v letech 1656–1657.

## Výsledky
Ačkoli Indiáni už nikdy neohrozili Nový Amsterodam, Nizozemci se snažili vyřešit problém případného dalšího indiánského útoku. V kolonii se mělo usadit nejméně 3 000 vojáků, kteří by ji chránili (nedošlo k tomu). Prodej zbraní Indiánům soukromými osobami byl přísně zakázán (porušováno). Stuyvesant se pokusil vyjednat s Novou Anglií protiindiánský pakt (nepovedlo se). Vztahy s Indiány na jihu se nicméně podařilo stabilizovat, ale na středním toku Hudsonu se schylovalo k další válce, tentokrát s kmenem Esopus (Esopské války). Konečná rána pro Nové Nizozemí však přišla odjinud. V roce 1664 kolonii obsadili Angličané a přejmenovali ji na New York. Ačkoli ji Nizozemci nakrátko získali zpět, od roku 1674 přešla natrvalo do anglických rukou.